# El Angel
Pour les articles homonymes, voir El Ángel.
El Ángel est une ville située dans les Andes du Nord de l'Equateur; c’est le chef-lieu du canton Espejo dans la province de Carchi.

## Information Basique
- Population : 4 497 habitants (2010)[1].
- Altitude : 3 007 mètres.
- Température moyenne : 12 °C.
- Climat : montagnard.
- Fête du canton : le 27 septembre.

## Histoire

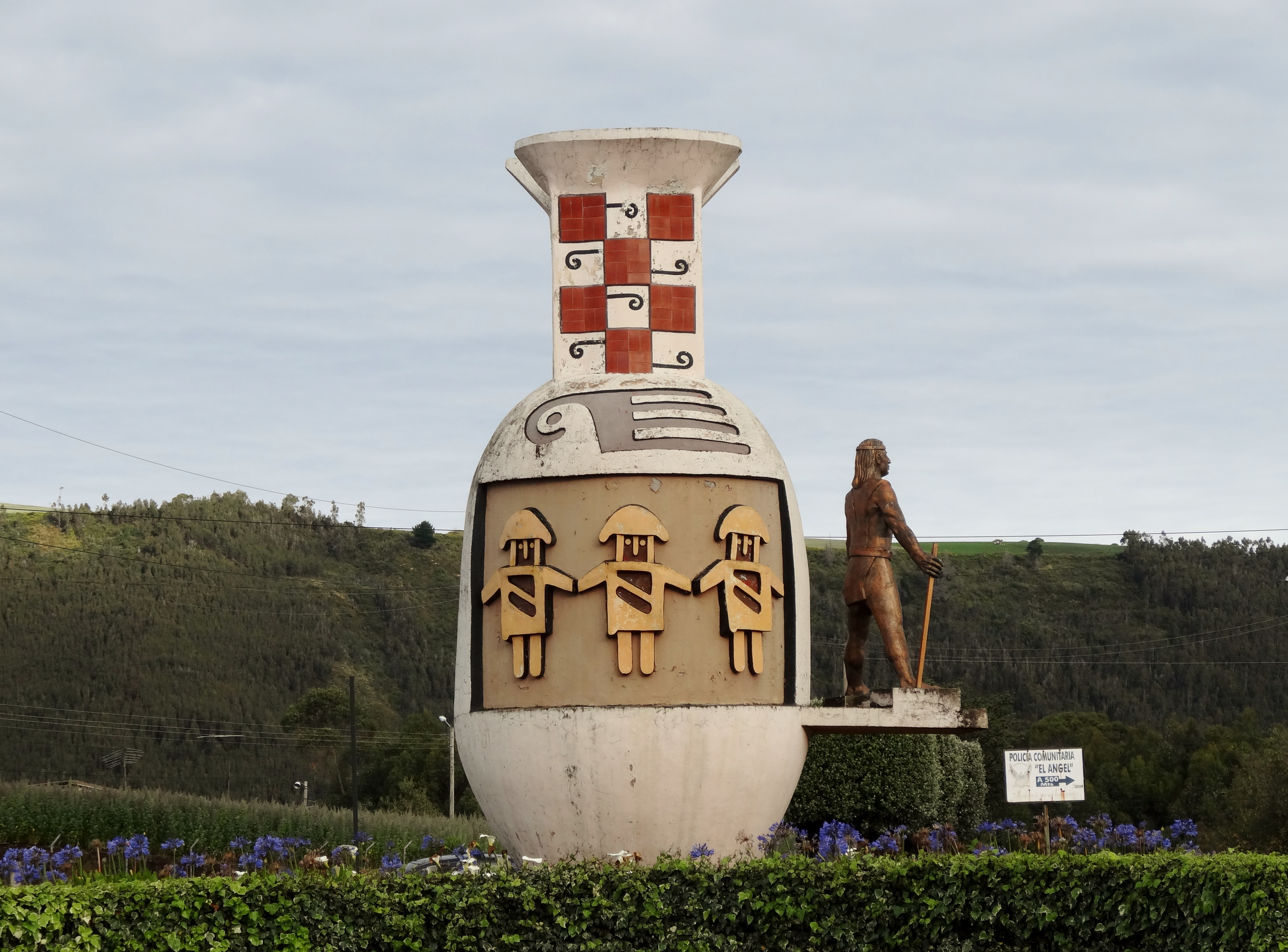
Monument La Botijuela

Des établissements préhispaniques ont été confirmés en raison des restes de céramiques trouvés dans le secteur de Las Tres Tolas. En 1851, El Ángel est devenue une paroisse appartenant au canton Tulcán. À partir du XXe siècle, la construction de l'infrastructure routière d'El Ángel à Tulcán et Ibarra a favorisé le développement de la ville et du canton. 
Le 27 septembre 1934, le canton Espejo a été créé avec El Ángel comme chef-lieu.

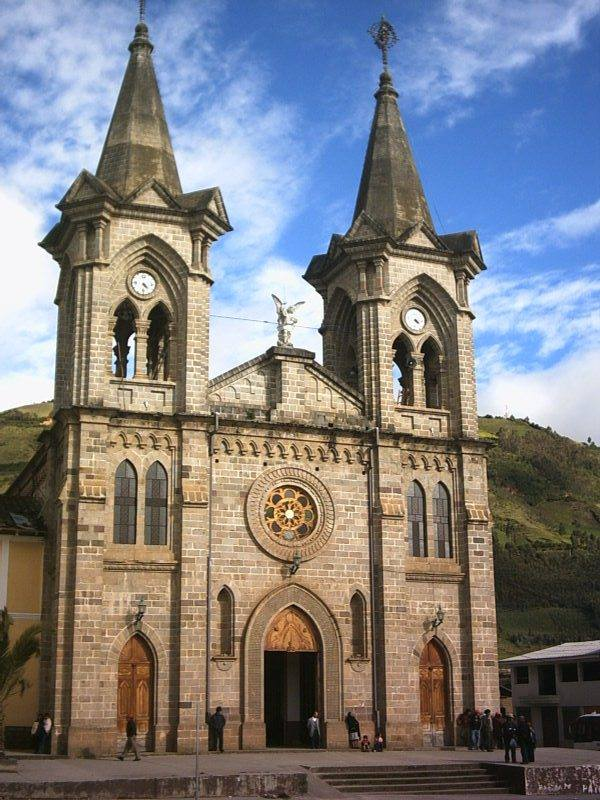
Église d’El Ángel

## Économie

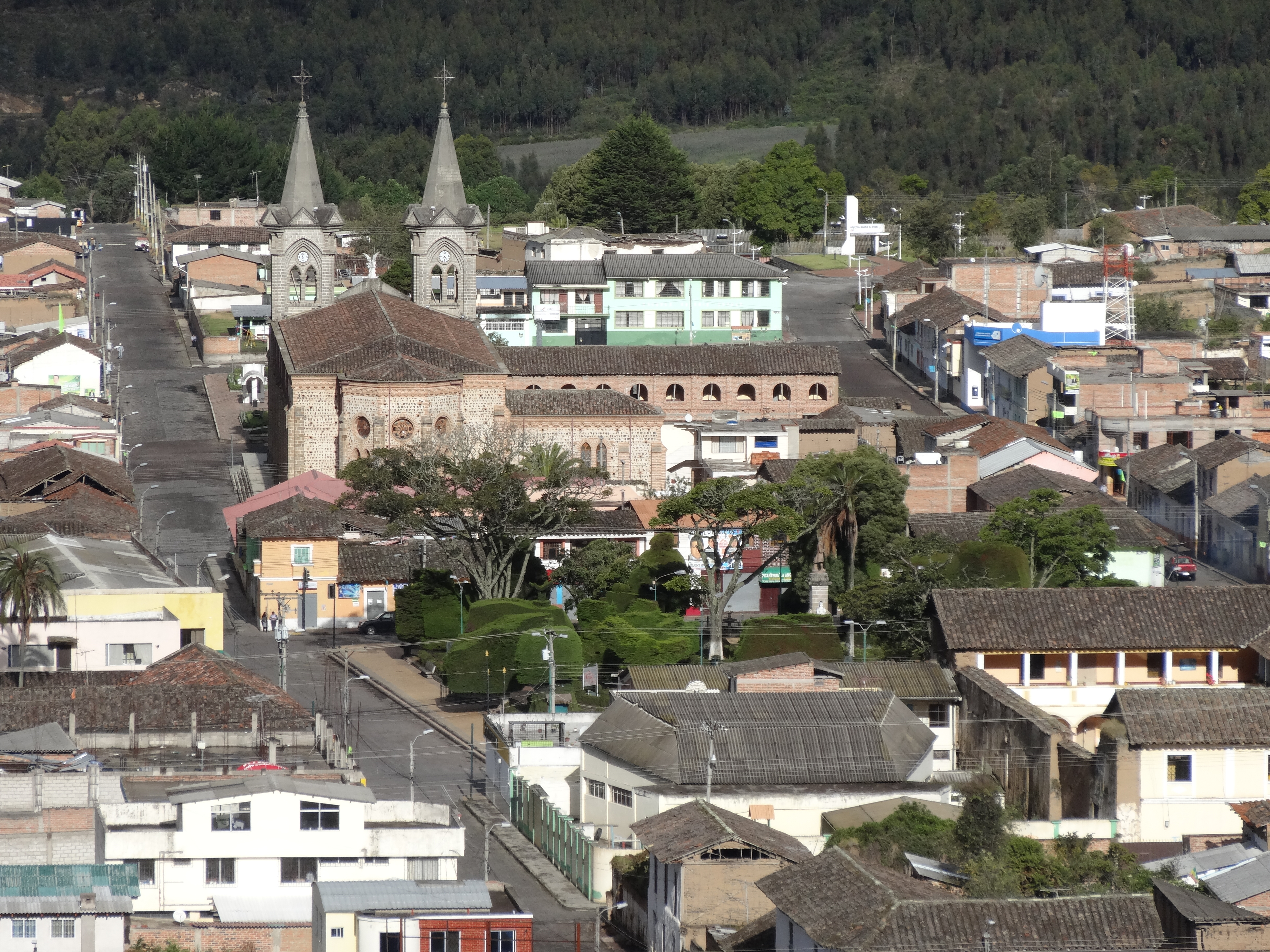
Centre d’El Ángel

Les principales activités économiques de la population sont :
- les services public-privé
- le commerce
- l'agriculture, la floriculture et l'élevage.

## Attractions touristiques
- Bellavista Mirador.
- Église d’El Ángel.
- Monuments de La Botijuela et de Nuevo Milenio.

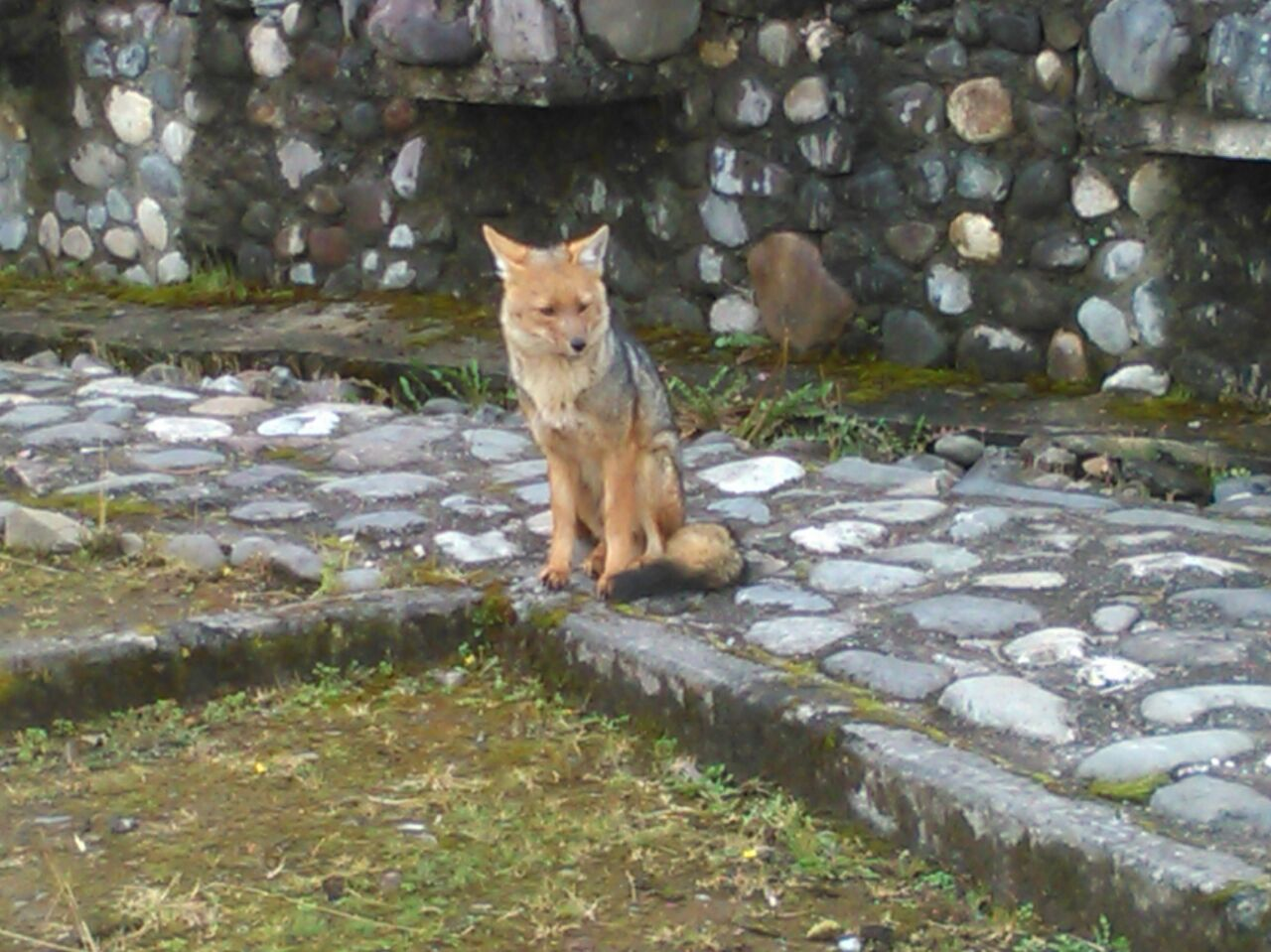
Renard (Réserve écologique d'El Ángel)

- Thermes de La Calera.
- Réserve écologique d'El Ángel.

## Accès
À partir de la route panaméricaine :
- Route Bolívar – El Ángel.
- Route Mascarilla – Mira – El Ángel.

## Sources
- Asociación de Municipalidades del Ecuador. “Plan de Desarrollo del Cantón Espejo”, Vol. 1, Ed. Dirección Técnica AME.